# 晋源阿育王塔
晋源阿育王塔，位于山西省太原市晋源区晋源街道古城营村第二中学操场中央，是中华人民共和国全国重点文物保护单位之一。

## 历史
晋源阿育王塔为宝瓶状佛塔，源于慧明寺舍利塔，创建于隋仁寿二年（602年），位于当时的晋阳古城内。在北宋初年与北汉的战火中（979年），慧明寺舍利塔与整个晋阳古城同被摧毁。宋真宗时下令重建寺院，塔高90米。两年后毁于地震。咸平六年（1003年）再度重建，塔高52米。元末寺院再度被毁。明洪武十八年（1385年），僧人德阂重建寺院。近代寺毁塔存。

## 建筑
现仅存砖砌喇嘛塔一座，由地宫、塔座、塔身和塔刹四部分组成，总高23米。

## 保护
2004年6月10日，晋源阿育王塔公布为第四批山西省文物保护单位。
2013年3月5日，晋源阿育王塔公布为第七批全国重点文物保护单位，属于古建筑类，编号7-0884-3-182
。